# Mejostilla
Mejostilla es un barrio periférico situado en el distrito Norte de la ciudad de Cáceres, con una población de 5666 personas a fecha de 1 de enero de 2017. La altitud de la barriada se sitúa entre 400 y 330 m s. n. m., y la media es de 358 m s. n. m. Se divide en cuatro sectores a efectos urbaníticos: Mejostilla I, Mejostilla II, Mejostilla III y Mejostilla IV.

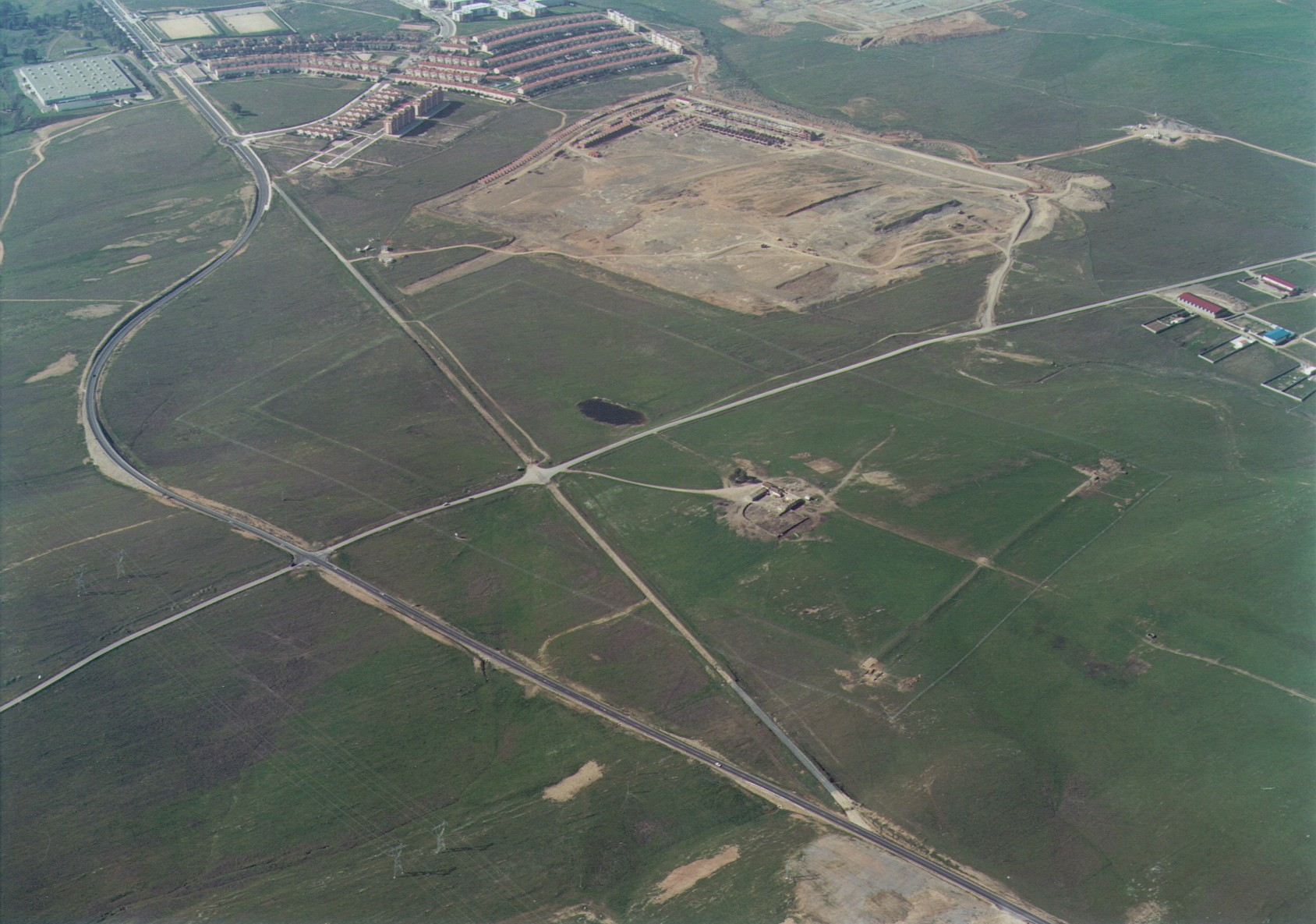
Vista aérea del campamento romano origen de Cáceres, con la carretera EX-390 desviada de su trazado antiguo para no afectarlo.

## Límites
Debido a su extensión, sus límites son imprecisos, aunque, en general, se encuentra limitado por
- La Avenida Héroes de Baler ( EX-390 ), C/ Arsenio Gallego Hernández, C/ Pedro de Ibarra, C/ Rafael Lucenqui Martínez y Avenida Pozo de la Nieve.
- El Arroyo de Campo Frío y el Parque del Residencial Ronda.

## Transportes

### Autobús
Actualmente, el barrio Mejostilla cuenta con 3 líneas de autobús urbano, dos que conectan con el centro y otros barrios de la ciudad y una que conecta con el campus y la plaza de toros.

#### Línea 2

##### (Mejostilla - Espíritu Santo)
Tiene paradas en: C/ Ana Mariscal (frente número 5 y en cruce C/ Gonzalo Mingo), C/ Simón Benito Boxoyo (frente al número 92 y frente al número 2) , Av/ Héroes de Baler (frente al número 31).

##### (Espíritu Santo - Mejostilla)
Tiene paradas en: C/ Licenciado Juan Rodríguez Molina (frente al número 4 y frente al número 74) , C/ Tomás Pulido (frente al número 36) , C/ José Bermudo Mateos (cruce C/ Manuel Castillo) y C/ Ana Mariscal (cruce C/ Gonzalo Mingo y frente al número 5).

##### Frecuencia
-Días laborables mañanas: 13m
-Días laborables tardes: 15m
-Sábados, domingos y festivos: 30m

#### Línea 8

##### (Cáceres El Viejo - Sierra de San Pedro)
Tiene parada en C/ Arsenio Gallego (frente al Centro de Salud Mejostilla).

##### (Sierra de San Pedro - Cáceres El Viejo)
Tiene paradas en C/ Arsenio Gallego (frente al Centro de Salud Mejostilla).

#### Línea RM

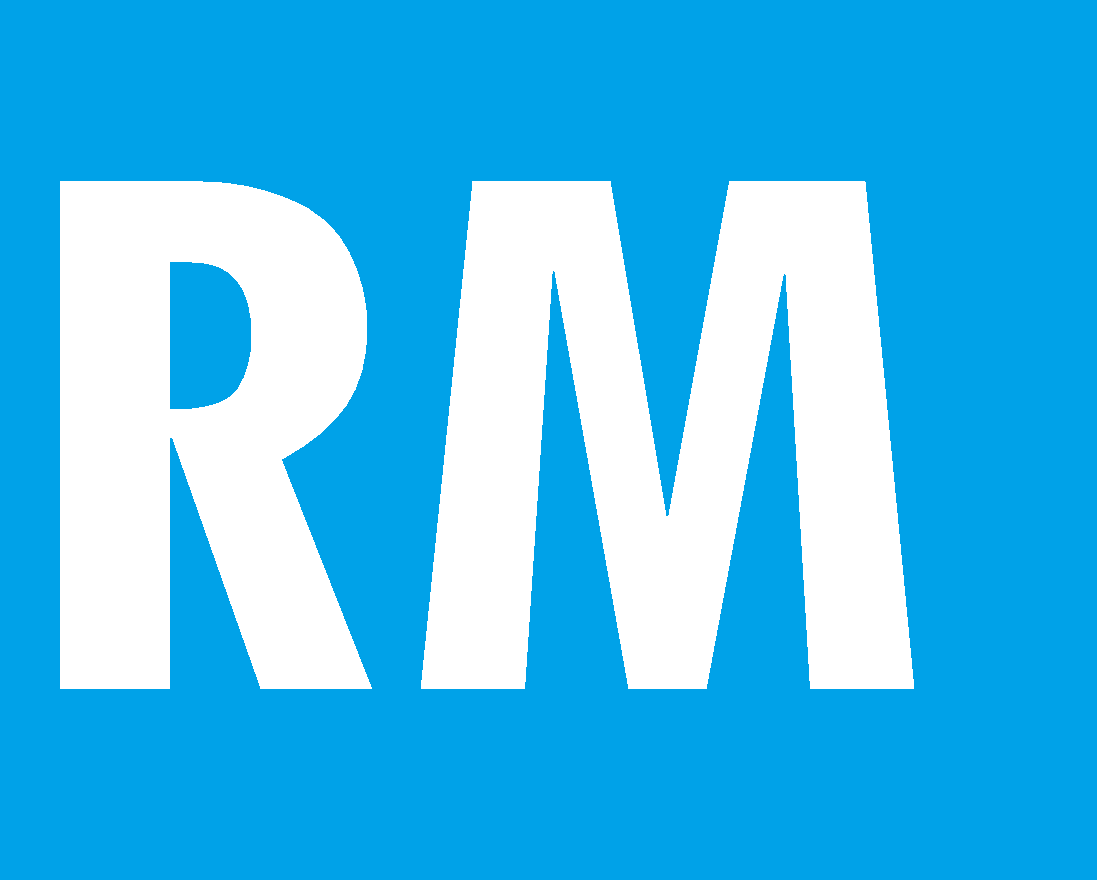
no

##### Frecuencia
-Días laborables: 20m
-Sábados , domingos y festivos: 40m

#### MAÑANAS (Av/ Delicias frente a plaza de toros - Campus frente a facultad de filosofía y letras)
Tiene paradas en: C/ Arsenio Gallego (frente al Centro de Salud Mejostilla y frente al Parking Mercadona) y C/ Simón Benito Boxoyo (frente al número 92 y frente al número 2).

##### Frecuencia
-Días lectivos mañanas: 
SALIDAS PLAZA DE TOROS (07:00 - 07:30 - 08:00 - 08:30 - 09:00 - 09:30)
SALIDAS CAMPUS (07:50 - 08:20 - 08:50 - 09:20 - 09:50)

##### TARDES (Campus frente a facultad de filosofía y letras - Av/ Delicias frente a plaza de toros)
Tiene paradas en: C/ Licenciado Juan Rodríguez Molina (frente al número 4) , C/ Ocho de Marzo (frente al número 11), C/ Arsenio Gallego (frente al Parking Mercadona y frente al Centro de Salud Mejostilla).

##### Frecuencia
-Días lectivos tardes: SALIDAS CAMPUS (13:30 - 14:00 - 14:30 - 15:00 - 15:30 - 16:00)
SALIDAS PLAZA DE TOROS (13:50 - 14:20 - 14:50 - 15:20 - 15:50)

## Demografía
A fecha de 1 de enero de 2017, Mejostilla cuenta con una población de 5.666: habitantes. En la siguiente tabla, la población de los últimos años
| Año              | 2017  | 2016  | 2015  | 2014  | 2013  | 2012  | 2011  | 2010  | 2009  | 2008  | 2007  |
| ---------------- | ----- | ----- | ----- | ----- | ----- | ----- | ----- | ----- | ----- | ----- | ----- |
| Total Mejostilla | 5.666 | 5.782 | 5.800 | 5.852 | 5.918 | 5.971 | 5.727 | 5.796 | 5.818 | 5.821 | 5.520 |

## Callejero
Calles pertenecientes al barrio de Mejostilla:
| Mejostilla I                  | Mejostilla II                     | Mejostilla III            | Mejostilla IV         |
| ----------------------------- | --------------------------------- | ------------------------- | --------------------- |
| Av. Héroes de Baler (impares) | Av. Héroes de Baler (impares)     | Av. Héroes de Baler       | Av. Héroes de Baler   |
| C/ José Bermudo Mateos        | Av. Pozo de la Nieve (pares, 2-6) | C/ Ana Mariscal           | C/ Alegría            |
| C/ Juan José Narbón           | C/ Andrés Burgos                  | C/ Cayetano Polo "Polito" | C/ Antonio de Nebrija |
| C/ Juan Rodríguez de Molina   | C/ Andrés Valiente Valiente       | C/ Gonzalo Mingo          | C/ de la Luz          |
| C/ Manuel Castillo            | C/ Arsenio Gallego Hernández      | C/ Pedro Ulloa Golfín     | C/ del Alba           |
| C/ Pedro Ulloa Golfín         | C/ Bartolomé José Gallardo        | C/ Santiago Caldera       | C/ Ocho de Marzo      |
| C/ Simón Benito Boxoyo        | C/ Benito Arias Montano           | Ronda Norte               | C/ Tolerancia         |
| C/ Tomás Pulido               | C/ Domingo Sánchez Loro           |                           |                       |
|                               | C/ Juan Pablo Forner              |                           |                       |
|                               | C/ Julían Perate Barroeta         |                           |                       |
|                               | C/ Lucas de Burgos                |                           |                       |
|                               | C/ Miguel Ángel Ortí Belmonte     |                           |                       |
|                               | C/ Pedro de Ibarra                |                           |                       |
|                               | C/ Pedro Romero de Mendoza        |                           |                       |
|                               | C/ Rafael Lucenqui Martínez       |                           |                       |
|                               | Ronda Norte                       |                           |                       |

## Otros datos de interés

### Historia
La Mejostilla fue una zona de cultivos agrícolas por ser tierras rodeadas de arroyos, los cuales desembocan en el río Guadiloba y mantiene una cierta humedad. Pasando la carretera de Torrejón el Rubio, a 500 metros se encuentra la Ribera del Marco y las huertas de regadío de la ciudad.
Próximo a Cáceres el Viejo, se encuentra el campamento romano de Cáceres el viejo o Castra Caecilia: el primer asentamiento urbano de Cáceres. Este campamento romano pertenece a la época republicana (hacia el 78 a. C.) y, según su propia denominación, fue fundado por Quintus Caecilius Metellus Pius durante las guerras entre Sertorio y el propio Metelo.
El nombre de Mejostilla como barrio, proviene de la antigua finca donde se fijó la construcción de la urbanización. La primera urbanización edificada en la Mejostilla fue Mejostilla I en el año 1988 en la C/Simón Benito Boxoyo.
En la época de los últimos años 80´s y principio de los 90´s contaba con el sector I entre 1.500 y 2.000 habitantes, posteriormente últimos de 90´s y principio del 2000 aumentó con el sector II, III, IV superando los 5.000 habitantes y su posterior gran ascenso de población proveniente de las zonas rurales.

### Educación
Este barrio cuenta con el Colegio Castra Caecilia y con el Colegio Público Extremadura,  ambos con educación infantil y primaria.

### Parques
El barrio consta de los siguientes parques: 
- Parque Diosa Ceres.
- Parque Fernando Turégano Valiente.
- Parque Mejostilla IV.
- Parque Infantil Ana Mariscal, en Mejostilla III.
- Parque Infantil Gonzalo Mingo, en Mejostilla III.
- Parque Infantil Santiago Caldera, en Mejostilla III.

Mejostilla es el barrio con más parques infantiles de Cáceres.

### Lugares de interés
El barrio cuenta con:
- Varias librerías, el Centro de Salud Mental 'Feafes Cáceres', autoescuela, multitiendas, gimnasio, restaurantes o talleres de reparación de automóviles, entre otros.
- La Fundación Laboral de la Construcción, en la Calle Ocho de Marzo.

- La iglesia de San Juan Macias (de estilo moderno), pionera de las barrios cacereños en acoger la celebración del acto del desfile de la Semana Santa de Cáceres de dicha iglesia. La cofradía de la Victoria desfila en procesión, recorriendo algunas calles del barrio, formando un desfile con hermanos con hábito blanco-negro y una imagen, celebrándose el 24 de marzo, miércoles previo al Domingo de Ramos (Miércoles de Pasión).

- El Centro de Salud "Juan Manuel Gutiérrez Hisado", un enfermero fallecido, comenzó a funcionar el 23 de febrero de 2009, aunque fue inaugurado el 13 de marzo del mismo año. Se encuentra en la calle Pedro Romero de Mendoza.

- En el apartado deportivo hay dos campos de fútbol 11 de césped artificial, los denominados 'Campos de Fútbol de la Federación'. También hay una pista skatepark junto a la Avenida Héroes de Baler, el Complejo Deportivo Maestro  "Kim Young Goo" (con pista de tenis, pabellón, etc) y cinco pistas de fútbol sala repartidas por la barriada.

- La sede de la Asociación de Vecinos se encuentra en la C/ Cayetano Polo "Polito, 7.

- La Red de Solidaridad Popular fue creada en marzo de 2014 con la idea de crear un proyecto colectivo solidario que, huyendo de la beneficencia, buscara cubrir las necesidades básicas de los vecinos más golpeados por la crisis. Desde el principio se ha buscado que las acciones sean acordadas y puestas en marcha por todas las personas de la Red, que se parta de las demandas y necesidades de todos/as. En la actualidad participan en la asamblea de la RSP un centenar de personas. Los proyectos en marcha son una Despensa solidaria (que atiende ya a 40 unidades familiares y a más de 250 personas) y la puesta en marcha de una Biblioteca y recogida de material escolar, así como clases de apoyo. Se combinan las acciones de solidaridad en red con acciones reivindicativas (manifestaciones, concentraciones, asistencia a plenos municipales...). La sede se encuentra en la Asociación de Vecinos.

- Nuevo Centro del Conocimiento (NCC): desde el año 2002 funciona en la Asociación de Vecinos de "La Mejostilla" el Nuevo Centro del Conocimiento (NCC) de La Mejostilla. Desde entonces se ha impartido formación y actividades para todos los vecinos del barrio y del resto de la ciudad de Cáceres, siguiendo las directrices del Plan de Alfabetización Tecnológica y Software Libre de Extremadura. En este NCC se imparten talleres gratuitos para acercar el manejo del ordenador e Internet a las personas mayores de 16 años que nunca han tenido la ocasión de aprender, no lo pueden hacer por su cuenta o no pueden recibir ayuda de sus familiares o amigos. Desde hace unos años, además de este tipo de actividades se está haciendo hincapié en todo tipo de actividades relacionadas con la búsqueda de empleo en la Red. Su ubicación también es la Asociación de Vecinos.

### Fiestas vecinales
Las fiesta vecinales se celebran últimamente en la a mediados del mes de septiembre, llevado a cabo por la organización de cada sede vecinal del barrio y diversos colaboradores.

### Personajes ilustres
Ana Solano, vocal del área de Relaciones Internacionales del Consejo de la Juventud de España